# Сражение при Коронцо
Сражение при Коронцо (венг. Koroncói csata) — одно из сражений Войны за независимость под руководством Ференца Ракоци, произошедшее 13 июня 1704 года возле села Коронцо южнее Дьёра. Несмотря на пятикратное превосходство в численности и хорошее руководство и тактику, куруцы проиграли сражение.
После победы при Смоленице и рейдов возле Вены отряды куруцев, преследуемые имперскими войсками, отошли в район Дьёра. В первой декаде июня противники несколько раз подходили друг к другу, но столкновения не произошло из-за уклонения повстанцев от боя. Хейстер расположил свой отряд южнее Дьёра и, поскольку куруцы продолжали совершать набеги на имперские подразделения, укрепил лагерь валами. Две армии стояли рядом друг с другом в течение нескольких дней. 
Хорошо обученный и дисциплинированный отряд Хейстера состоял из 1600 пехотинцев, 2000 кавалеристов и 12 орудий. Правым крылом командовал полковник Ранов, левым — полковник де Виар, а артиллерией — полковник Вейлер. 12-го числа Хейстер пришел к выводу, что к куруцам прибыло подкрепление, поэтому он отправил свои обозы в Дьёр и ночью построил своих людей в две боевые линии, между которыми пропорционально были распределены пехота, кавалерия и артиллерия. Лёгкая сербская кавалерия стояла на флангах. Тележки с боеприпасами располагались между двумя линиями. Сохраняя линейное построение, Хейстер двинул свои войска на противника.
Армия куруцев насчитывала 18 000 человек, из которых только 3 000 человек были пехотные гайдуки с боевым опытом. Большая часть армии состояла из слабо дисциплинированных, плохо обученных и экипированных всадников, которые лишь недавно встали под знамена Ракоци. Артиллерия состояла всего из 6 орудий. Командующий армией Шимон Форгач был хорошо образованным и опытным солдатом, который за 17 лет имперской службы не только получил теоретическую подготовку, но и досконально изучил боевой стиль австрийцев.
Первые столкновения произошли 13 июня около 5 часов утра. Поскольку венгерские войска имели гораздо большую линию фронта, чем австрийские, из-за их превосходства в численности, Форгач попытался окружить фланги противника, но австрийская артиллерия открыла огонь и остановила пехоту венгров. Около 7 часов кавалерия куруцев разбила сербскую кавалерию и окружила линии имперцев, но когда Форгач попытался лично возглавить атаку, 7 000 его всадников не последовали за ним, испугавшись ружейного и пушечного огня австрийцев. Хейстер увидел разрыв в линии венгров и послал в контратаку драгунский полк. Это переломило ход битвы: венгерские гусары бежали сначала на левом фланге, а потом и в других местах. Оставшаяся в одиночестве пехота еще полчаса оборонялась, отступив на 2-3 км, но, оказавшись в безвыходном положении, вскоре рассеялась. Имперская кавалерия до 11 часов преследовала бегущих. Каройи, со своим четырёхтысячным отрядом находившийся недалеко от поля сражения, по разным причинам не пришел на помощь Форгачу.
Форгач отступил с остатками войск к Папе, а затем к Шарвару. Он написал Ракоци, что, если тот хочет военных побед, ему нужно набрать либо иностранных наемников, либо организовать регулярные венгерские войска. После поражения при Коронцо Задунайский край не был полностью потерян для Ракоци, потому что Хейстер отступил к Мошонмадьяровару, а некоторые из рассеянных куруцев вскоре присоединились к отрядам Форгача или Каройи. 4 июля 1704 года Каройи победил Рабатту, вторгшегося в Задунайский край из Штирии, при Сентготхарде.